# Șcerbivți, Nova Ușîțea
Șcerbivți (în ucraineană Щербівці) este un sat în comuna Mala Strujka din raionul Nova Ușîțea, regiunea Hmelnîțkîi, Ucraina.

## Demografie
Componența lingvistică a localității Șcerbivți
     Ucraineană (100%)
Conform recensământului din 2001, toată populația localității Șcerbivți era vorbitoare de ucraineană (100%).